# Mamá (canción de Timbiriche)
«Mamá» es el sencillo número 5, del disco La banda timbiriche, de la banda con el mismo nombre.
La canción fue lanzada para promocionar el día de las madres, y fue lanzada en 1983.
La canción fue de mucho agrado para toda la familia, sabiendo que la canción hacer referencia a las madres.

## La canción
La canción habla sobre un hijo que está orgulloso de su madre, dice el hijo, que no se va a callar y que hoy va a decir "Te amo", y hoy va a extender sus brazo.
La canción en si, habla sobre un hijo, que quiere mucho a su madre y que de por vida le va a agradecer todo lo que ha hecho ella por él.

## Video
No cuenta con un video propio, solo con presentaciones múltiples, que hoy en día se muestran en DVD.

## Posicionamiento
| Listas (2006-2007)               | Posiciones |
| -------------------------------- | ---------- |
| Latin America Top 100            | 13         |
| México Top 100                   | 01         |
| España Hot 100                   | 06         |
| U.S. Billboard Latin Pop Airplay | 08         |